# 龍虎八天狗 (テレビドラマ)
『龍虎八天狗』（りゅうこはってんぐ）は、1962年3月19日から同年8月27日までフジテレビ系列で放送されたドラマ。放送回数24回。三共（現：第一三共）の一社提供。放送時間は月曜19:00 - 19:30。吉川英治の同名小説を原作とする。

## キャスト
- 主な出演：八代駿、二本柳俊衣、二本柳寛、明智十三郎、倉田爽平

## スタッフ
- 原作：吉川英治
- 主な脚本：品川喜一
- 演出：安永予士人
- 音楽：宮内國郎